# 85D/Boethin
85D/Boethin, désignée 85P/Boethin jusqu'au 9 juin 2017 et usuellement appelée simplement comète Boethin, est une comète périodique appartenant à la famille des comètes de Jupiter découverte en 1975 par le Révérend Leo Boethin. Elle est apparue de nouveau en janvier 1986 comme prévu. Bien que la comète a ensuite été prévue pour un passage au périhélie en avril 1997, aucune observation n'a été signalée.
Elle devait être un objectif de la mission d'exploration cométaire EPOXI de la NASA (extension de la mission Deep Impact) en décembre 2008, mais la comète n'a pas été retrouvée à temps pour mettre en place la trajectoire du survol avec une précision suffisante. On pense que la comète s'est peut-être cassée en morceaux trop petits pour une détection visuelle. Par conséquent, la sonde a été déplacée vers la comète 103P/Hartley (Hartley 2).
En raison de la non observation de la comète en 1997 et 2008, le préfixe de désignation de la comète est passé de 85P (P = comète périodique) à 85D (D = comète perdue) le 9 juin 2017.